# À la poursuite de Lori
Pour plus de détails, voir Fiche technique et Distribution.
À la poursuite de Lori (Hot Pursuit) est un film américain de Steven Lisberger sorti en 1987.

## Synopsis
Un étudiant connaît toute une série de mésaventures alors qu'il tente de rejoindre sa petite amie dans les Caraïbes.

## Fiche technique
Sauf indication contraire, les informations mentionnées dans cette section peuvent être confirmées par la base de données cinématographiques IMDb,  présente dans la section « Liens externes ».
- Titre original : Hot Pursuit
- Titre français : À la poursuite de Lori
- Réalisation : Steven Lisberger
- Scénario : Steven Lisberger et Steven Carabatsos
- Direction artistique : Chris Dorringtonet, Fernando Ramírez Romero
- Costumes : Taryn De Chellis
- Photographie : Frank Tidy
- Montage : Mitchell Sinoway
- Musique : Joseph Conlan, Steve Schaeffer et Tom Scott
- Production : Pierre David et Theodore R. Parvin
- Sociétés de production : RKO Pictures et Paramount Pictures
- Sociétés de distribution : Paramount Pictures
- Budget : 4 millions de dollars
- Pays de production : États-Unis
- Format : Couleurs - 2,35:1 - Dolby - 35 mm
- Genre : Action, comédie
- Durée : 92 minutes
- Date de sortie[1] :
  - États-Unis : 8 mai 1987

## Distribution
- John Cusack : Dan Bartlett
- Robert Loggia : "Mac" MacClaren
- Wendy Gazelle : Lori Cronenberg
- Jerry Stiller : Victor Honeywell
- Monte Markham : Bill Cronenberg
- Shelley Fabares : Buffy Cronenberg
- Ben Stiller : Chris Honeywell
- Dah-ve Chodan : Ginger Cronenberg
- Keith David : Alphonso
- Paul Bates : Cleon
- Ursaline Bryant : Roxanne
- Terence Cooper : le capitaine Andrew
- Martin LaSalle : le prisonnier